# Estany Major (de Morrano)
L'Estany Major de Morrano és un llac que es troba en el terme municipal de la Vall de Boí, a la comarca de l'Alta Ribagorça, i dins del Parc Nacional d'Aigüestortes i Estany de Sant Maurici.

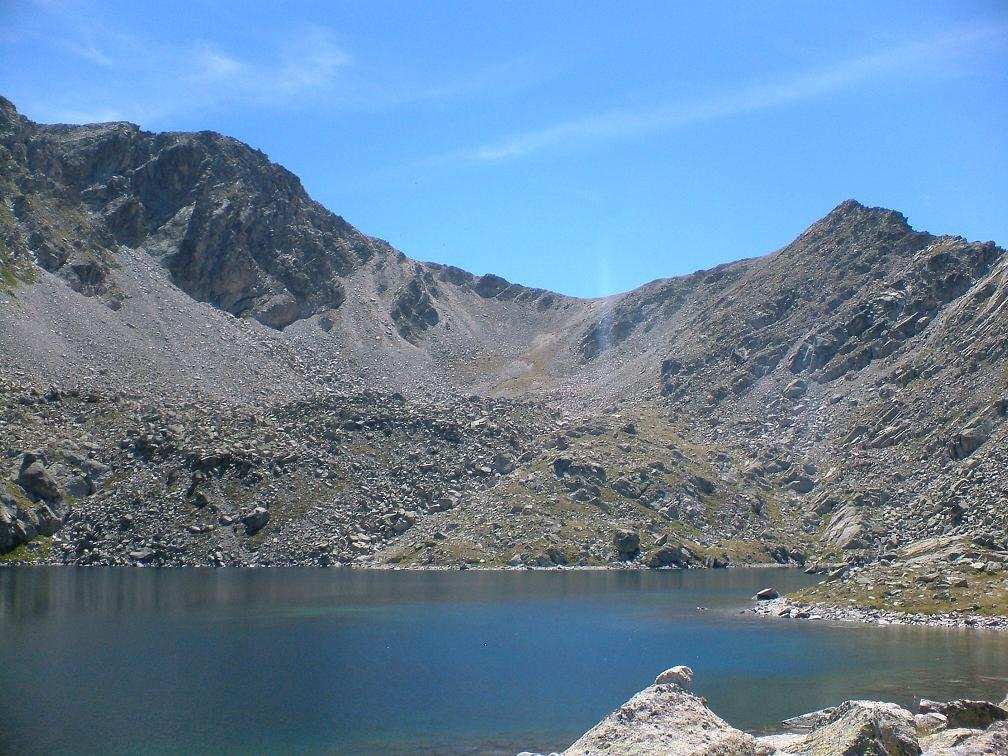
Estany Major de Morrano i Pic de Mariolo (a l'esquerra).

El llac, d'origen glacial, està situat a 2.534 metres d'altitud, dins la Vall de Morrano, a peu dels Pics de Dellui i de Mariolo, desaigua direcció nord-oest cap a l'Estany Xic. Té 7,79 hectàrees i 32 m de fondària màxima.
Cal remarcar al seu voltant: l'Estany Xic (NO), el Pic de Dellui (NNE), el Pic de Mariolo (ESE) i l'Estany de la Ribera (OSO).

## Rutes[3]
Diverses són les alternatives que es presenten, per arribar primer a l'Estany de la Collada:
- Sortint del Planell d'Aigüestortes direcció sud-est, el camí travessa el Pletiu Davall de Morrano i remunta el fort pendent fins a trobar el Pletiu de Damont de Morrano. Després la ruta s'enfila, també per forta pendent, per la Pala de Morrano, fins a trobar l'estany.
- Sortint des del Refugi d'Estany Llong, agafant el camí de la Vall de les Corticelles, per prendre després la variant de la Vall de Dellui fins a l'Estany de Dellui i enfilar-se a la Collada, on trobarem l'estany.

Des de l'Estany de la Collada cal continuar cap al sud-est, vorejant l'Estany Xic abans d'arribar a destí.